# Sloanea insularis
Sloanea insularis är en tvåhjärtbladig växtart som beskrevs av Albert Charles Smith. Sloanea insularis ingår i släktet Sloanea och familjen Elaeocarpaceae. Inga underarter finns listade i Catalogue of Life.